# Нігерія на літніх Олімпійських іграх 2020
Нігерію на літніх Олімпійських іграх 2020 представляли шістдесят спортсменів у п'ятнадцятьох видах спорту.